# هیولاک تاون
هیولاک تاون (به لاتین: Havelock Town) یک منطقهٔ مسکونی در سری‌لانکا است که در کلمبو واقع شده‌است.